# AMEFURASSHI
AMEFURASSHI（アメフラッシ）（アメフラっシ）は、芸能事務所スターダストプロモーションに所属する女性タレント4人で構成された女性アイドルグループ。2021年11月19日にグループ名をアメフラっシから改名した。
ももいろクローバーZ、私立恵比寿中学、超ときめき♡宣伝部などのグループと共にSTAR PLANET（通称：スタプラ）を構成する。

## 概要
2018年11月3日結成。グループ名の由来は特定の形を持たない軟体動物のアメフラシである。これは、前身のグループである3B juniorの中からアイドル活動を続けることを宣言した5人が細胞分裂する形で新たなグループが誕生したことと、グループ結成時のコンセプトとして"変幻自在"な音楽活動を目指していたことからである。当初は「アメーバ」という名前が検討されたものの、同名のネットサービスのブランドがあるため似た言葉で「アメフラシ」が候補に。そのままでは可愛くないとのことで、"ラ"と"シ"の間に"っ"を入れ「アメフラっシ」となった。その後、2021年11月19日に「AMEFURASSHI」に改名した。
グループ結成当初のマネージャーはももいろクローバーZのマネージャーを経験し、前身グループ3B juniorのチーフマネージャーでもあった古屋智美。2019年後半頃より、ももいろクローバーZの楽曲制作に携わってきた佐藤守道が主に現場を担当し、プロデューサー兼マネージャーとなっている。
ファンネームは「Colors（カラーズ）」で、「老若男女問わず幅広い世代の方、日本だけじゃなく外国の方、アイドルを好きになったことがない方、いろいろなところからいろんな方が集まっていただけるように」という意味が込められている。

## 略歴

### 2018年

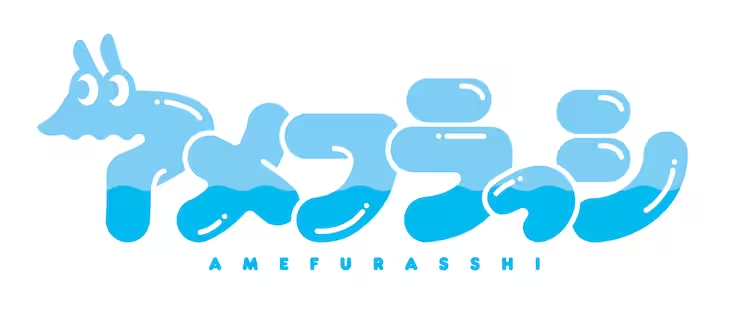
「アメフラっシ」時代のロゴマーク

- 11月3日 - 恵比寿ザ・ ガーデンホールにて3B juniorとしてのラストライブ「3B junior「Cell Division〜細胞分裂〜」」[9]が開催された。3B juniorと3B juniorから離れて無期限武者修行に出ていたロッカジャポニカ及びはちみつロケットを含む計26人が参加した。このライブにて3B juniorメンバーの中からアイドル活動を継続することを選択した5人が3B juniorのDNAを引き継ぐ新グループ「アメフラっシ」のメンバーとして活動することが発表され[10][11]、「アメフラっシ」としての初のパフォーマンスが披露された[9]。同日、Twitter（アカウントの名前を「3B junior」から「アメフラっシ」、ユーザー名を「@3bjunior__」から「@amefurasshi」に変更）、オフィシャルサイト[12]、ブログ（LINE BLOG）[13]、LINEが開設された[14]。
- 11月5日 - テレ朝動画『川上アキラの人のふんどしでひとりふんどし』に出演[15]。「アメフラっシ」として初の番組出演となった。番組の中でグループのコンセプトについてある時は5人ある時は1人またある時は4人など変幻自在であること、楽曲についても3B junior及びそのユニット内の楽曲も継承しまた進化していくことが語られた。
- 11月8日 - YouTube公式チャンネル（アメフラっシ Official Channel）[16]を開設。
- 11月10日 - 白夜書房BSホールにて「アメフラっシ第一回 熱い魂の公開げいこ」を開催。会場の観客も含めた討論も行われた。同日、YouTube公式チャンネルにて動画投稿開始[17]。
- 12月29日 - 下北沢GARDENにて初のワンマンライブ「アメフラっシのちょっと早い年越っシ」を開催。公式グッズ発売開始。
- 12月29日 - 初のシングルCD『AMEFURASSHI LIMITED EDITION Vol.1』を発売（会場限定）。

### 2019年
- 1月14日 - 『AMEFURASSHI LIMITED EDITION Vol.2』CD発売（会場限定）。
- 3月21日 - 『AMEFURASSHI LIMITED EDITION Vol.3』CD発売（会場限定）。
- 4月1日 - AKIBAカルチャーズ劇場にて「ロッカジャポニカvsアメフラっシ」を開催。ニコニコ生放送にて生放送。
- 5月18日 - 『AMEFURASSHI LIMITED EDITION Vol.4』CD発売（会場限定）。
- 7月14日 - 『AMEFURASSHI LIMITED EDITION Vol.5』CD発売（会場限定）。
- 8月2日 - 『AMEFURASSHI LIMITED EDITION Vol.6』CD発売（会場限定）[18]。
- 8月2日 - 4日 - お台場海浜エリアで開催された「TOKYO IDOL FESTIVAL 2019」に出演。
- 10月3日 - 新宿BLAZEにて開催された「ライブスタイルダンジョン Vol.2」に出演し優勝[19]。
- 11月2日 - 大平ひかるが同年12月14日のライブをもって脱退を表明[20]。
- 11月3日 - AKIBAカルチャーズ劇場にて「市川優月お誕生日会＆アメフラっシ1周年イベント」を開催。
- 11月24日 -「復興なみえ町十日市祭」にて大平ひかるを除くメンバー4人が浪江女子発組合のメンバーとして活動を開始することが発表された[21]。
- 12月14日 - 西武園ゆうえんち内ミライセンシ前にてアメフラっシLIVE「「未来戦士」～大平ひかるラストライブ～」を開催。5人体制ラスト公演。
- 12月15日 - 神田明神ホールにて初の4人体制となるワンマンライブ「なんだ神田アメフラ」を開催。『雑踏の中で』を初披露[22][23]。

### 2020年
- 4月1日 - ワニブックスニュースサイト「WANIBOOKS NewsCrunch」で¨毎週アメフラっシ！¨のWEB連載がスタート[24]。
- 5月8日 - 『AMEFURASSHI SPECIAL EDITION』Vol.1 - 6が配信開始。Apple Music、Spotify、LINE MUSIC、iTunes Store他にて初の配信[25]。
- 5月16日 - 初のインターネットサイン会開催。『AMEFURASSHI LIMITED EDITION Vol.7』CD発売。6/1付オリコンウィークリーランキング11位。
- 6月25日 - ももいろクローバーZ無観客ライブ「Behind closed doors『2020 次が始まり』」の幕間に出演[26]。
- 7月1日 - ファンコミュニティ「アメファニ」がオープン。
- 7月18日 - 無観客ライブ「Dancing in Ur Roooom!!!!」を開催[27]。
- 8月15日 - よみうりランド日テレらんらんホールにて「RUN! RUN! LIVE! 2020」を開催[28][29][30]。新型コロナウィルスの影響により、181日ぶりの有観客ライブ。本来は定期ライブの予定日だった。
- 9月23日 - 1stアルバム『Metamorphose』が配信開始[31]。
- 10月4日 - 「TOKYO IDOL FESTIVAL オンライン 2020」に出演[27]。
- 10月16日 - アメフラっシ公式Instagramを開設[32]。
- 11月15日 - 結成2周年記念ワンマンライブ「2nd Anniversary Live“ON AIR”」を開催[33]。
- 12月11日 - 初の写真集『アメフラっシ 1st PHOTO BOOK「With」』をワニブックスより発売[34]。
- 12月29日 - 恵比寿ザ・ガーデンルームにて「アメフラっシ大感謝祭2020」を開催。3部制で第1部は「新曲試演会」、第2部は「第1回日本アメデミー賞」、第3部は「がっつりライブ2020」。ニコニコ生放送で配信。

### 2021年
- 2月1日 - SHOWROOMのメンバー個人配信用ルームが開設。
- 2月28日 - 『BAD GIRL』がCDシングルとして販売開始。またApple Music、Spotify、LINE MUSIC、iTunes Storeほか各種サイトでも配信開始[35]。
- 7月23日 - Aichi Sky Expo 愛知県国際展示場で開催された「来年まで待てない！ SEKIGAHARA IDOL WARS 2021 ～関ケ原唄姫合戦～in 尾張」に出演[36]。
- 9月23日・24日 - 北海道にて開催された「LIVEPRO FESTIVAL2021」に出演。北海道でのライブ出演はグループ初。場所は両日ともに共済ホール（札幌市）
- 10月5日 - タワーレコード渋谷店にて『SENSITIVE』発売記念イベントを開催。初のリリースイベントであった。鈴木萌花、市川優月、小島はなでの出演。
- 11月2日 - シングル『SENSITIVE』発売（Type-B・C・D）。オリコンデイリーチャートで第2位となった[37]。グループ初のオリコンランキングTOP10となった。
- 11月8日 - シングル『SENSITIVE』が「タワーレコード全店ウィークリーチャート」アイドル部門にて首位を獲得した[38]。
- 11月19日 - NEW MODEとしてTwitter[1]、Instagram[2]、公式サイト等のグループ名表記が「アメフラっシ」から「AMEFURASSHI」に変更され、グループ名のロゴが一新された。
- 11月20日 - 初のライブツアー「AMEFURASSHI 1st Tour〈Close to You〉」をスタートさせる。初日は名古屋club QUATTRO。1部のゲストアクトは手羽先センセーション。2部では「DISCO-TRAIN」をライブ初披露。
- 11月21日 - 「AMEFURASSHI 1st Tour〈Close to You〉」を大阪で開催。場所はESAKA MUSE。一部のゲストアクトは大阪☆春夏秋冬。
- 11月27日 - 「AMEFURASSHI 1st Tour〈Close to You〉」東京公演が新宿ReNYで開催された。本公演がツアーファイナルとなった。
- 12月25日 - KANDA SQUARE HALLにて「Christmas Live 2021」 を開催[39]。

### 2022年
- 5月7日 - グループ2回目のツアー「AMEFURASSHI 2nd Tour 〈Drop Tour 2022〉」をスタートさせる。初回は東京公演で、会場はSpotify O-WEST。また、同公演において「Blue」、「Drama」を初披露した。
- 5月8日 - 2nd Album『Drop』セカンドリード曲「Blue」がspotify、Apple Music他各配信サイトで配信開始[40]。
- 5月12日 - アルバム『Drop』リリースイベントがタワーレコード渋谷店で開催された。
- 5月14日 - 愛来が幕張メッセで開催された『Rakuten GirlsAward 2022 SPRING/SUMMER』に出演[41]。
- 5月15日 - アルバム『Drop』リリースイベントがタワーレコード渋谷店で開催された。
- 5月21日 - 「AMEFURASSHI 2nd Tour 〈Drop Tour 2022〉」大阪公演がESAKA MUSEにて開催。「MOI」「UNDER THE RAIN」が初披露された。
- 5月22日 - 「AMEFURASSHI 2nd Tour 〈Drop Tour 2022〉」名古屋公演が名古屋 CLUB QUATTROで開催される。
- 5月24日 - アルバム『Drop』発売。2022年5月23日付オリコンデイリーチャートで1位となる。グループ初のオリコンチャートでの首位を獲得した[42]。
- 5月28日 - 「AMEFURASSHI 2nd Tour 〈Drop Tour 2022〉」ファイナル公演がKANDA SQUARE HALLにて開催[43]。「ARTIFICIAL GIRL」初披露。
- 6月1日 - アルバム『Drop』がオリコンウィークリーチャート（6月6日付）にて第13位を記録した[44]。売上枚数は6,704枚。
- 6月24日 - 白金高輪SELENE b2にて「SONG & DANCE Vol.1」を開催。
- 7月3日 -  新宿BLAZEにて「AMEFURASSHI 梅雨祭 2022」を開催した。ゲストアーティストは太鼓パフォーマーの一彩[45]。
- 7月7日 - 株式会社TOKIUM「TOKIUMインボイス」のコマーシャルに愛来が起用されることが発表された。
- 7月30日・31日 -ももいろクローバーZの夏の恒例ライブ、「ももクロ夏のバカ騒ぎ2022 -MOMOFEST-」のオープニングアクトとして2日連続出演した。
- 9月2日 - 白金高輪SELENE b2にて「GIRLS FORUM Vol.1」「SONG AND .DANCE Vol.2」を開催。
- 10月9日 - 3rdTour「FALL IN LOVE TOUR 2022」が開幕。初演の東京公演は神田スクエアホール[46]。
- 10月22日 - 3rdTour「FALL IN LOVE TOUR 2022」大阪公演がESAKA MUSEにて開催。
- 10月23日 - 3rdTour「FALL IN LOVE TOUR 2022」名古屋公演がRAD HALLにて開催[47]。
- 10月30日 - 3rdTour「FALL IN LOVE TOUR 2022」追加公演が代官山UNiTにて開催。一部では初の試みとして、女性を対象とした無料公演を実施した[48]。
- 11月6日 - AMEFURASSHI 「FALL IN LOVE TOUR 2022」神奈川公演・横浜BAY HALLが開催された[49]。本公演をもってツアーファイナルとなった。

### 2023年
- 2月3日 - 5日 - タイ・バンコクで開催された「JAPAN EXPO THAILAND 2023」に出演。グループ初の海外遠征でのライブとなった[50]。
- 2月23日 - 新番組として『cookpadLive「幸水確率100％ハピアメカフェ」』が開始。（同年1月19日配信された『AMEFURASSHI SPクッキング』は後に『幸水確率100％ハピアメカフェ』の初回配信として遡ってカウントされた。）
- 3月3日 - 「「AMEFURASSHI TOUR2023」〝Spring〟」をESAKA MUSEにて開催[51]。
- 3月4日 - 「「AMEFURASSHI TOUR2023」〝Spring〟」をNAGOYA CLUB QUATTROにて開催[52]。
- 3月6日 - 市川優月が「第1回スタコミュAWARD 〜初の栄冠は誰の手に!?〜」にてベストコラボ賞を受賞した。コラボの相手はCROWN POPの藤田愛理。
- 3月10日 - 「「AMEFURASSHI TOUR2023」〝Spring〟」をduo MUSIC EXCHANGEにて開催。本公演にてツアーファイナルとなった[53]。
- 3月11日 - MINI ALBUM『Coffee』のリリースイベントがタワーレコード渋谷店より開始[54]。
- 3月26日 - グループ初の主催フェス「春の新生活応援フェス！」をSpotify O-EASTにて開催[55]。
- 5月15日 - MINI ALBUM『Coffee』がリリースされ、5月15付オリコンデイリーアルバムランキングにて第1位を獲得した[56]。また同日より、Apple Music他各配信サイトにて配信開始。
- 6月24日 - MINI ALBUM『Coffee』のリリースイベントがららぽーと豊洲で開催された。また同日をもって本リリースイベントは終了となった。動員目標として500名来場を掲げていたが、同日の来場者数は734名以上であった[57]。
- 7月9日 - 「梅雨祭2023」を新宿ReNYで開催した[58]。DJのRAM RIDERとのコラボレーション公演。
- 7月17日 - 国営ひたち海浜公園で開催された「LuckyFes 2023」に出演した[59]。グループ初の音楽フェスへの出演となる。
- 8月19日・20日 - マレーシア・クアラルンプールで開催された「JAPAN EXPO MALAYSIA 2023」に出演する[60]。
- 9月9日 - 「5周年記念フリーライブツアー「Meet The AMEFURASSHI!!」」を阪急西宮ガーデンズより開始した[61]。
- 10月9日 - 京セラドーム大阪で開催されたプロ野球公式戦「オリックス・バファローズ対福岡ソフトバンクホークス」戦の特別始球式に出演する。AMEFURASSHIメンバーを代表して愛来が投球した[62]。
- 11月11日 - 「浪江女子発組合「～全曲やります!!～浪女大納会2023」」を浪江町・道の駅なみえ特設会場にて開催。同日をもって浪江女子発組合を卒業[63][64]。
- 11月19日 - 「5周年記念フリーライブツアー「Meet The AMEFURASSHI!!」」のツアーファイナルがららぽーと豊洲で開催された。動員目標1,000人に対して、1,300人以上が来場した[65]。
- 12月22日 - 品川ステラボールにて「AMEFURASSHI 5th Anniversary Live “Bad Girls Story”」を開催。「Colors」を初披露[66]。

### 2024年
- 2月3日・4日 - タイ・バンコクで開催された「JAPAN EXPO THAILAND 2024」に出演[67]。
- 2月17日 - 「AMEFURASSHIフリーライブ ”Meet The AMEFURASSHI!!”」をららぽーと立川立飛にて開催[68]。
- 3月15日 - 「AMEFURASSHI ONE MAN LIVE「FLWRS」」をEX THEATER ROPPONGIにて開催[69]。「Secret」を初披露。ファンネームを「Colors」とすることが発表された。
- 3月21日 - 「The Live」大阪公演を梅田Shangri-Laにて開催[70]。
- 3月22日 - 「The Live」愛知公演をTHE BOTTOM LINEて開催[70]。
- 6月7日 - グループ初のホールコンサート「梅雨祭2024 -Dance in the rain-」を文京シビックホールにて開催[71]。「イニミニマニモ」を初披露。
- 8月24日・25日 - 「AMEFURASSHI “Flora” リスニング・パーティー＆トークイベント」を開催する。会場は8月24日がUMEDA CLUB QUATTRO、8月25日がNAGOYA CLUB QUATTROにて開催。
- 9月3日 - AMEFURASSHI Official Fanclub 「Color Camp」が開設される。それに伴い、ファンコミュニティであった「アメファニ」は閉鎖となる。また、オフィシャルウェブサイトも移転[72]。
- 9月10日 - アルバム「Flora」がApple Music他、各配信サイトにて配信開始。[73]
- 9月16日 - 「AMEFURASSHI Live ”Flora” chapter two」をLINE CUBE SHIBUYAにて開催する。[74]また、同公演にて「4Petals」「Flora」「Squall」「Ready Now」「HICCUP」「CLEVER」「Desire」「COOL HOT SWEET LOVE」「 Flower of love」を初披露する。
- 12月22日 - 初のファンクラブイベント「Color Camp Fan Meeting ‘24」をKANDA SQUARE HALLにて開催する。[75]

### 2025年
- 2月11日 - TOKYO DOME CITY HALLにて、ワンマンライブ「Sweetie, Lovely, Yummy!」を開催する[76]。「Sweetie, Lovely, Yummy!」を初披露。
- 5月27日 - EP 『Four Hearts』 をリリースする。[77]

## メンバー

### 現メンバー
| 名前     | よみ            | 生年月日              | 出身地 | ニックネーム                               | 紹介文                                                                                      |
| -------- | --------------- | --------------------- | ------ | ------------------------------------------ | ------------------------------------------------------------------------------------------- |
| 愛来     | あいら          | 2002年12月8日（22歳） | 東京都 | あーちゃん、あいら、（ねぇさん）           | メンバーカラーは 赤。 2020年4月より『めざましテレビ』の「イマドキガール」に就任。           |
| 市川優月 | いちかわ ゆづき | 2003年11月2日（21歳） | 東京都 | ゆづ、ゆづき、市川、（ちびゆづ、ゆづちゃ） | メンバーカラーは 紫。 自称「思ったことは何でも口に出す女」。デスボイスに定評がある。        |
| 小島はな | こじま はな     | 2004年2月26日（21歳） | 東京都 | はなちゃん、小島                           | メンバーカラーは 青。 グループ最年少。絵や大喜利が得意。何事も動じぬ不動明王と言われる。    |
| 鈴木萌花 | すずき もえか   | 2002年2月5日（23歳）  | 東京都 | もえか、もえちん、（もえちんげーる）       | メンバーカラーは 黄色。グループ最年長。二代目かわいい担当。決め言葉は「萌花しか勝たん！」。 |

ニックネームは公式サイト準拠。（）内のニックネームは公式サイトに記載のない使用頻度の低いニックネームや10代の頃のニックネーム。
前身の3B junior時代の所属ユニットは愛来が奥澤村、市川・小島・鈴木の3人及び旧メンバーの大平がマジェスティックセブンであった。
愛来・市川・小島・鈴木の4人はかつて浪江女子発組合のメンバーを兼任していた。

### 旧メンバー
| 名前       | よみ            | 生年月日              | 出身地 | ニックネーム | 紹介文                                                          |
| ---------- | --------------- | --------------------- | ------ | ------------ | --------------------------------------------------------------- |
| 大平ひかる | おおひら ひかる | 2002年7月23日（23歳） | 東京都 | ひっか       | メンバーカラーは ピンク。初代かわいい担当。2019年12月14日脱退。 |

## 出演
特記がない限り個人としての出演は愛来、市川優月、小島はな、鈴木萌花、（旧メンバー 大平ひかる）の項を参照。

### テレビ（音楽番組）
- 『Hot Wave』（テレビ埼玉）
  - #441【山本昇密着シリーズ】アメフラっシ第一回 熱い魂の公開げいこ@白夜書房BSホール 篇（2018年12月2日）[80][81]
  - #454【山本昇密着シリーズ】ゆく桃くる桃 ～第2回 ももいろ歌合戦～ 篇（2019年3月17日）[82][83]
  - #464【山本昇密着シリーズ】ももいろクローバーＺ ももクロ春の一大事2019 in 黒部市～笑顔のチカラ つなげるオモイ～ 篇（2019年5月26日）[84][85]
  - #473【山本昇密着シリーズ】ももいろクローバーZ 佐々木彩夏 ソロコンサート「AYAKA NATION 2019 in Yokohama Arena」篇（2019年7月28日）[84][86]
- 『MX IDOL TV』#5（2019年3月17日、TOKYO MX2）（2019年1月27日に行われた「MX IDOL FESTIVAL Vol.6」のライブの模様+コメント）[87]
- 『次ナルTV-S』「『僕らの音楽』presents 武部聡志 ピアノデイズ」（2021年1月22日、フジテレビ）（愛来、鈴木萌花）[88]
- 『GirlsPopParadise』（2021年4月26日[89]、9月27日[90]、TOKYO MX）
- 『BEATNIKS』（2021年11月22日、岩手めんこいテレビ）（コメント+MVオンエア）[91]
- 『ONGAX』（2021年12月24日、千葉テレビ）[92]
- 『バズリズム02』（2021年10月22日[93]、2022年5月20日[94]、2023年5月12日[95]、日本テレビ）
- 『オールスター合唱バトル』（2023年5月14日（愛来）、12月28日（愛来）、2024年7月14日（愛来、小島はな）、12月29日（愛来、小島はな）、フジテレビ）
- 『BomberE』（2023年12月5日、名古屋テレビ）（コメント+MVオンエア）[96]

### テレビ（バラエティ番組）
- 『ももクロChan〜Momoiro Clover Z Channel〜』（2020年2月4日、テレビ朝日）（愛来、鈴木萌花）（コメント出演）[97]
- 『しまだしゃちょー浩平のまんぐ～どうでしょう？』（2021年7月19日[98]・26日[99]、群馬テレビ）（市川優月、鈴木萌花）
- 『関内デビル』（2021年11月1日 - 5日[100]、2022年5月16日 - 20日[101]、2023年5月15日 - 19日[102]、TVK）
- 『13分のステージ』（2021年11月4日、2022年5月5日[103]、2023年5月11日・18日[104]、TVK）
- 『ぷるぷル情報局』（2023年6月5日[105]、千葉テレビ）[106]
- 『全力アピール〜アダムシアター〜』（2023年10月30日 - 11月2日、TBS）[107]
- 『道との遭遇』（2023年12月19日、CBCテレビ）（コメント+MVオンエア）[108]
- 『サクッと!エクササイズ スタプラ』（2024年4月29日、フジテレビ）[109]

### テレビ（情報番組）
- 『王様のデザート』（『王様のブランチ』終了直後のミニ番組）（2023年11月11日、TBS）[110]
- 『スイッチ!』（2023年11月17日、東海テレビ）[111]
- 『よるのブランチ』（2024年5月15日、TBS）[112]

### BS・CS放送
- 『清塚信也のガチンコ3B junior』（2016年4月28日 - 2017年10月26日、フジテレビNEXT）→『清塚信也のガチンコスターダストプラネット』（2017年11月15日 - 2018年3月15日、フジテレビNEXT）→『コアラモード.小幡康裕のガチンコスターダストプラネット』（2018年4月9日 - 2023年3月16日、フジテレビNEXT）[113]（アメフラっシ結成前も含む）（不定期出演）
- 『きくちから』（アメフラっシ結成前も含む）（単独出演含む）（2016年9月29日（愛来、鈴木萌花）、2017年6月22日（愛来、鈴木萌花）、2018年5月31日（鈴木萌花）、7月31日（愛来、鈴木萌花）、10月30日（愛来、鈴木萌花）、2019年5月30日（愛来、市川優月、大平ひかる、小島はな、鈴木萌花）、2020年6月25日（愛来、鈴木萌花）、8月27日（愛来、鈴木萌花）、2021年11月25日（市川優月）、2022年3月31日（小島はな）、フジテレビNEXT）[114]
- 『坂崎幸之助のももいろフォーク村NEXT』（アメフラっシ結成前も含む）（単独出演含む）（2016年12月15日（愛来、鈴木萌花）[注 7]、2017年3月16日（鈴木萌花）[注 7]、7月13日（愛来、鈴木萌花）[注 7]、8月14日（愛来、鈴木萌花）[注 7]、2018年2月15日（鈴木萌花）[注 8]、4月9日（鈴木萌花）[注 9]、5月30日（愛来）[注 10]、6月7日（愛来、大平ひかる、鈴木萌花）[注 11]、7月12日（愛来、鈴木萌花）[注 7]、2019年5月9日（愛来、鈴木萌花）[注 12]、フジテレビNEXT）→『しおこうじ玉井詩織×坂崎幸之助のももいろフォーク村NEXT』（単独出演含む）（2019年7月18日、10月24日（愛来、鈴木萌花）[注 12]、11月12日（鈴木萌花）、2020年6月30日（愛来、市川優月）、8月19日（愛来、鈴木萌花）[注 12]、12月9日（愛来、鈴木萌花）[注 12]、2021年2月17日（鈴木萌花）、11月11日（市川優月）、12月14日（小島はな）、2022年7月5日[注 13]、12月15日（小島はな）、2023年1月26日、5月9日（小島はな）、6月1日（小島はな）、7月11日（小島はな）、12月14日（小島はな）、2024年5月28日（鈴木萌花）[注 14]、フジテレビNEXT）[115]
- 『ももクロと行く! 〜スターダストプロモーションのアイドルたちが日本全国制覇をしちゃう旅〜』（BS日テレ）
  - ももクロと行く！特別編（2020年2月7日）[116]
  - ももクロと行く！特別編 再放送！（2020年5月2日）[117]
  - ももクロと行く！特別編②（2020年5月30日）[118]
- 『アイドル大好き！ギュギュッとアイドル☆最強ランキング』（2023年10月7日、ミュージック・ジャパンTV）[119]
- 『AMEFURASSHIの春休み2024 in沖縄』（2024年3月30日、4月6日、BS日テレ）[120]

### インターネットメディア

#### 現在のレギュラー番組
- 『幸水確率100%ハピアメカフェ』（2023年1月19日[注 15] - 、cookpadLive[注 16]→NATSLIVE[注 17]）（毎月1回ライブ配信）（毎回2名出演）
- 『アメチャレ』（2023年5月19日 - 、YouTube（AMEFURASSHI Official Channel））

#### 過去のレギュラー番組
- 『雨宿り中のアメフラっシゃべり』（2019年12月22日 - 2022年10月17日、YouTubeライブ（アメフラっシ(AMEFURASSHI) Official Channel））→『雨宿り中もアメフラっシゃべり』（2022年10月24日 - 2024年2月26日 、YouTubeライブ（AMEFURASSHI Official Channel））（レギュラー配信終了後は不定期配信予定）
- 『アメフラっシ 熱い魂の公開げいこ(Re)』（2020年8月25日 - 2021年3月24日、ニコニコ生放送）
- 『AMEFURASSHI シン・魂の公開稽古』（2021年7月3日 - 2023年3月18日、SHOWROOM）

#### ゲスト出演番組
- 『川上アキラの人のふんどしでひとりふんどし』（LoGiRL→テレ朝動画）
  - アメフラっシ結成前の愛来、市川優月、大平ひかる、小島はな、鈴木萌花の出演（単独出演含む）（2017年1月31日[121]（市川優月）、12月18日[122]（愛来、市川優月、大平ひかる）、2018年4月9日[123]（愛来、市川優月、大平ひかる、小島はな）、4月16日[124]（市川優月、小島はな）、6月11日[125]（市川優月、小島はな）、6月25日[126]（愛来、市川優月）、9月10日[127]（大平ひかる）、9月24日[128]（愛来、市川優月、小島はな、鈴木萌花））
  - アメフラっシ、AMEFURASSHIとしての出演（単独出演含む）（2018年11月5日[15]（愛来、市川優月、大平ひかる、小島はな、鈴木萌花）、12月17日[129]（愛来、市川優月）、2019年3月4日[130]（愛来、市川優月）、5月20日（愛来、市川優月）[131]、9月2日[132]（愛来）、9月9日[133]（市川優月、小島はな）、11月11日[134]（大平ひかる）、2022年12月19日[135]（小島はな）、12月26日[136]（市川優月））
  - 浪江女子発組合としての出演（単独出演含む）（2019年12月9日[137]（鈴木萌花）、2021年7月19日[138]（市川優月、小島はな、鈴木萌花）、2022年4月25日[139]（愛来、市川優月、小島はな、鈴木萌花）、8月29日[140]（愛来、小島はな、鈴木萌花））
- 『DJ Tomoak s Radio Show!』（単独出演含む）（2017年12月21日[注 18][141][142]（市川優月）、2019年3月7日[143]（愛来、市川優月、大平ひかる、小島はな、鈴木萌花）、2020年2月13日[144]（市川優月、小島はな）、2月27日[145]（市川優月、小島はな）、3月12日[146]（市川優月、小島はな）、3月26日[147]（市川優月）、7月23日[148]（市川優月）、8月27日[149]（市川優月、小島はな）、9月24日[150]（小島はな）、12月10日[151]（市川優月）、2021年2月11日[152]（市川優月、小島はな）、2022年5月19日[153]（市川優月）、2023年4月6日[154]（市川優月）、下北FM）
- 『ももクロChan〜Momoiro Clover Z Channel〜』（2020年7月31日、テレ朝動画）[155]
- 『矢口真里の火曜The NIGHT』（2021年12月14日[156]（愛来、鈴木萌花）・2022年4月12日[157]（全員）、ABEMA）
- 『MUSICGLOBE～Buzz the World～』（2023年7月14日、YouTube（スターダストチャンネル公式））[158]
- 『陣ちゃみ出版』（2023年8月9日、ニコニコ生放送）[159]
- 『まいにち大喜利 produced by au』「大喜利レディースSP」（2023年11月20日[160]、YouTube（動画、はじめてみました【テレビ朝日公式】））[161][162]
- 『スタダGamersClub』「AMEFURASSHIが桃鉄ワールドに挑戦！」（2024年1月25日、YouTube（恵比寿のすみっこ））[163]
- 『ぬくぬくとごはんを食べる〜ぬく飯〜 #2』（2024年5月4日、YouTube（TEAM SHACHI【公式】））（市川優月、小島はな）[164]

### ラジオ

#### 現在のレギュラー番組
- 『AMEFURASSHIのアメフラナイト！』（2023年4月6日 - （毎週木曜日放送）、InterFM897）

#### 過去のレギュラー番組
- 『アメフラっシの大雨注意報！』（2021年7月5日 - 2022年6月27日（毎週月曜日放送）、InterFM897）
- 『AMEFURASSHIの大雨注意報！』（2022年7月4日 - 2023年3月27日（毎週月曜日放送）、InterFM897）

#### ゲスト出演番組（単独出演含む）
- 『ニッポン放送ホリデースペシャル　スタプラアイドルフェスラジオ』（2020年1月13日、ニッポン放送）（愛来）[165]
- 『ニッポン放送 ホリデースペシャル　太田胃散プレゼンツ スタプラアイドルラジオ』（2020年7月23日、ニッポン放送）（愛来）[166]
- 『小桃音まいのキャラマキふらいでーないと』（2021年8月27日、渋谷クロスFM）（愛来、市川優月）[167]
- 『ラジオのアナ～ラジアナ まな板SHOW・TIME！ Part2』（2021年11月2日、NACK5）（鈴木萌花）
- 『ONE MORNING』（2021年11月18日 - 24日、TOKYO FM）
- 『Music Break』（2021年11月15日（コメント出演）[168]、2023年12月8日（愛来）（コメント出演）[169]、12月12日（市川優月）（コメント出演）[169]、e-radio エフエム滋賀）
- 『Tresen』（2021年11月19日、FMヨコハマ）（愛来、市川優月）
- 『angelaのsparking!talking!show』（2022年5月15日、東海ラジオ（ラジオ関西5月14日先行配信））（市川優月、小島はな）[170]
- 『ばってん少女隊の『FMばってん放送局』』（2022年5月19日・26日、FM FUKUOKA）（市川優月・鈴木萌花）[171]
- 『推シマシ』（2022年5月19日（愛来、市川優月）[172]、2023年11月16日（市川優月）[173]、CBCラジオ）
- 『FRIDAY GOES ON』（2023年5月12日、JFN）（市川優月、小島はな）[174]
- 『キャッチ!』（2023年5月31日（小島はな）[175]、12月6日（鈴木萌花）（コメント出演）[176]、e-radio エフエム滋賀）
- 『SCHOOL OF LOCK!』（2023年6月14日、TOKYO FM）[177]
- 『LuckyFesの楽しみ方』（2023年6月16日、LuckyFM 茨城放送）（コメント出演）[178]
- 『太田胃散 presents DAIGOのOHAYO-WISH!!』（2023年6月25日、TOKYO FM）（愛来、市川優月）[179]
- 『夕刊ラジオ』（2023年7月4日、FM岩手）（コメント出演）[180]
- 『Mタウン』（2023年10月2日、MBSラジオ）（愛来、小島はな、鈴木萌花）（コメント出演）[181]
- 『小早川秀樹のオシマシ！』（2023年10月13日、ABCラジオ）[182]
- 『ABCミュージックパラダイス』（2023年10月20日、ABCラジオ）（コメント出演）[183]
- 『HIT STREET』（2023年10月20日、FM大阪）（小島はな、鈴木萌花）[184]
- 『アカネクラブ』（2023年11月3日、FM大阪）（愛来、市川優月）（コメント出演）[185]
- 『IN OUR NIGHT』（2023年11月25日、FM AICHI）（コメント出演）[186]
- 『Memories & Discoveries』（2023年12月14日、TOKYO FM & JFN）[187]
- 『4Me』（2023年12月30日、LuckyFM 茨城放送）[188]
- 『MUSIC SHOWER Plus+』（2024年2月27日、RBCiラジオ）[189]
- 『スイッチオン！DAYTIME』（2024年3月25日、LOVE FM）[190]
- 『＃さえのわっふる』（2024年3月25日、RKBラジオ）[191]
- 『Neo notes,』（2024年4月8日、FM FUKUOKA）（コメント出演）[192]
- 『カムカムFM福岡』（2024年4月13日、FM FUKUOKA）（コメント出演）[192]
- 『レバレジーズ presents MUSIC COUNTDOWN 10&10』（2024年5月12日、LuckyFM 茨城放送）（市川優月、小島はな）[193]
- 『CONNECT』（2024年6月5日、LuckyFM 茨城放送）（コメント出演）[194]

### 雑誌（WEB連載含む）
- 『マイナビ進学マガジン 7月号』（2019年7月11日発行、マイナビ）[195]   p.4〜13 フリーペーパー(非売品)
- ワニブックスニュースサイト「WANIBOOKS NewsCrunch」連載「毎週アメフラっシ！」（2020年4月1日 - 2021年12月28日、ワニブックス）（連載終了後は不定期掲載）
- 『W magazine 4月号』（2021年4月28日、マイナビ）[196] - フリーペーパー（旧マイナビ進学マガジン）
- 『W magazine 8月号』（2021年8月25日、マイナビ）[197] - フリーペーパー（旧マイナビ進学マガジン）
- 『BUBKA 2021年12月号』（2021年10月29日、白夜書房）[198]
- 『W magazine11月号』（2021年11月25日、マイナビ）[199] - フリーペーパー（旧マイナビ進学マガジン）
- 『Top Yell NEO 2021~2022』（2021年12月27日、竹書房）[92]
- 『Top Yell NEO 2022 SUMMER』（2022年6月30日、竹書房）[200]
- 『Top Yell NEO 2024 SPRING』（2024年4月1日、竹書房）[201]

### 写真集
- アメフラっシ1st PHOTO BOOK 『With』（2020年12月11日、ワニブックス）ISBN 978-4847099908

### 広告・コラボレーション
- SPIRALGIRL
  - 4GEEKs by SPIRALGIRL「AMEFURASSHI×4GEEKs by SPIRALGIRL minions collection」（2024年3月15日 - ）[202]

## ディスコグラフィ

### 持ち歌
- 凡例
  - メンバー：あ＝愛来、い＝市川優月、こ＝小島はな、す＝鈴木萌花
  - 種別：雨虎＝アメフラっシ/AMEFURASSHI、3Bjr＝3B junior、MJ7＝マジェスティックセブン、LC=リーフシトロン、村＝奥澤村、ガ＝ガチンコ３、咲じ＝さくちゃんとじぃじ、桃黒＝ももいろクローバーZ、他＝その他のアーティスト

| No | タイトル                                             | メンバー | 種別 | 初披露日       | 備考 |
| -- | ---------------------------------------------------- | -------- | ---- | -------------- | --- |
| 1  | ミクロコスモス・マクロコスモス                       | あいこす | 雨虎 | 2018年11月3日  | アメフラっシとして初めて披露された楽曲。 |
| 2  | 未知とのSo Good!!                                    | あいこす | MJ7  | 2018年11月3日  | 3B juniorのユニット「マジェスティックセブン」の楽曲。2019年12月15日より愛来が参加。 |
| 3  | ゆめかなエール                                       | す       | LC   | 2018年11月3日  | 3B juniorのユニット「リーフシトロン」の楽曲。鈴木萌花が引き継ぐ形となった。 |
| 4  | 轟音                                                 | あいこ   | 雨虎 | 2018年11月3日  | タオルを振り回す「上げ曲」。元々は愛来、大平、小島の3人の曲だったが、大平の卒業に伴い市川が後を継いだ。 |
| 5  | Dark Face                                            | あいこす | 雨虎 | 2018年11月3日  | |
| 6  | 勇気のシルエット                                     | あいこす | 3Bjr | 2018年11月3日  | 3B juniorの代表曲。 |
| 7  | 黄金魂                                               | -        | 村   | 2018年11月10日 | 湘南乃風の楽曲。奥澤村でもカバーしていた。4人体制になってからは披露なし。 |
| 8  | Graduate〜それぞれの道へ〜                           | あ       | ガ   | 2018年11月10日 | 愛来作詞曲。ガチンコ3時代から歌われていた。 |
| 9  | My Way                                               | い       | 3Bjr | 2018年11月17日 | 3B junior時代にシド・ヴィシャス版のMy Wayをカバー。 |
| 10 | グロウアップ・マイ・ハート                           | あいこす | 雨虎 | 2018年11月17日 | |
| 11 | Over the rainbow                                     | あいこす | 雨虎 | 2018年11月24日 | 愛来一人の歌唱で始まり、鈴木萌花が加わりデュエット、最後にメンバー全員での歌唱となる。 |
| 12 | Sneaker’s Delight                                    | あいこす | 3Bjr | 2018年11月24日 | 3B junior時代の楽曲。 |
| 13 | バトルロイヤル                                       | あいこす | 3Bjr | 2018年12月9日  | 3B junior時代の楽曲。 |
| 14 | ベリメリ・クリスマス                                 | あいこす | 3Bjr | 2018年12月9日  | 3B junior時代の楽曲。 |
| 15 | 笑一笑〜シャオイーシャオ！〜                         | あいこす | 桃黒 | 2018年12月25日 | |
| 16 | Rain Makers!!                                        | あいこす | 雨虎 | 2018年12月29日 | ライブでの定番曲であり、メンバーでは「アメフラの名刺曲」とされている。 |
| 17 | アダムスキーじいさん〜ハムとみかん〜                 | いこ     | 咲じ | 2018年12月29日 | さくちゃんとじぃじの『アダムスキーじいさん』をラップ調にリミックス。 |
| 18 | 差し出された手をあの時握ってたら運命変わってたかな？ | あす     | 雨虎 | 2018年12月29日 | |
| 19 | 明後日の方向へ走れ                                   | あいこす | 雨虎 | 2018年12月29日 | ライブにおけるアンコールでの定番曲。 |
| 20 | サザンカ                                             | す       | 他   | 2019年2月3日   | SEKAI NO OWARIのカバー。鈴木萌花の生誕祭にてギター弾き語りで披露。 |
| 21 | サボテンとリボン                                     | あいこす | 桃黒 | 2019年2月14日  | |
| 22 | すきっ！                                             | あいこす | 他   | 2019年2月14日  | ときめき♡宣伝部のカバー。 |
| 23 | 夏花火センチメンタル                                 | あいこす | 3Bjr | 2019年2月14日  | 3B junior時代の楽曲。 |
| 24 | Wake up!                                             | こ       | 他   | 2019年2月24日  | AAAのカバー。小島はな生誕祭にてソロで披露。 |
| 25 | ハイ・カラー・ラッシュ                               | あいす   | 雨虎 | 2019年3月21日  | 市川優月がデスボイスを披露。 |
| 26 | フロムレター                                         | いこす   | 雨虎 | 2019年3月21日  | 小島はなセンター曲。元々は大平、小島、鈴木の3人の曲だったが、大平の卒業に伴い市川が後を継いだ。 |
| 27 | さま〜ばけーしょん                                   | あいこす | 村   | 2019年4月28日  | 奥澤村で披露されていた楽曲。 |
| 28 | 明日も                                               | す       | ガ   | 2019年6月9日   | 鈴木萌花作詞。 |
| 29 | 月並みファンタジー                                   | あいこす | 雨虎 | 2019年7月14日  | |
| 30 | STATEMENT                                            | あいこす | 雨虎 | 2019年7月14日  | メンバーの決意を声明（STATEMENT）として現した楽曲。 |
| 31 | 巻き戻したい夏                                       | あす     | ガ   | 2019年7月20日  | 鈴木萌花作詞。 |
| 32 | アイストーリー                                       | あす     | ガ   | 2019年7月20日  | 愛来作詞。 |
| 33 | 雑踏の中で                                           | あいこす | 雨虎 | 2019年12月15日 | 「なんだ神田アメフラ」で初披露。4人体制初の楽曲。 |
| 34 | Fragile Stars                                        | あいこす | 3Bjr | 2019年12月15日 | 3B junior時代の楽曲。アメフラっシでは「なんだ神田アメフラ」で初披露。 |
| 35 | サンタさん                                           | あいこす | 桃黒 | 2019年12月25日 | 「ももいろクリスマス2019 サテライトパーク“堀アキラパート2¨」で初披露。 |
| 36 | あんた飛ばしすぎ!!                                   | あいこす | 桃黒 | 2019年12月25日 | 「ももいろクリスマス2019 サテライトパーク“堀アキラパート2¨」でアメフラっシバージョン初披露。 |
| 37 | HAPPY★LOOPER                                         | あいこす | 村   | 2020年1月13日  | 奥澤村の楽曲。「愛来17才お誕生日会＆大新年会」で初披露。 |
| 38 | 手紙 〜愛するあなたへ〜                              | あ       | 他   | 2020年1月13日  | 藤田麻衣子9枚目のシングル。「愛来17才お誕生日会＆大新年会」で初披露。愛来がピアノで弾き語り。 |
| 39 | バカップルになりたい！                               | あいこす | 雨虎 | 2020年2月11日  | 「東京アイドル劇場アドバンス」で初披露。ゆづはなとして歌われることが多い。 |
| 40 | 冷凍みかん                                           | いこ     | 他   | 2020年3月20日  | GTPのカバー曲。3B junior時代にも歌われていた。 |
| 41 | サイン                                               | あす     | 他   | 2020年4月21日  | 愛来作詞曲。 |
| 42 | メタモルフォーズ                                     | あいこす | 雨虎 | 2020年7月18日  | 「Dancing in Ur Roooom!!!!」で初披露。ミュージックビデオ |
| 43 | MICHI                                                | あいこす | 雨虎 | 2020年11月15日 | 「ON AIR」で初披露。作詞・作曲：CHI-MEY。ミュージックビデオ |
| 44 | BAD GIRL                                             | あいこす | 雨虎 | 2020年12月29日 | 「アメフラっシ大感謝祭2020」で初披露。ミュージックビデオ |
| 45 | Staring at You                                       | あいこす | 雨虎 | 2020年12月29日 | 「アメフラっシ大感謝祭2020」で完成版になる前の状態で初披露。「Wings and Winds」で完成版を初披露 |
| 46 | SENSITIVE                                            | あいこす | 雨虎 | 2021年6月18日  | 「きんよるライブ」で初披露。ミュージックビデオ |
| 47 | Lucky Number                                         | あいこす | 雨虎 | 2021年8月8日   | 「Live ∞(Infinity)」で初披露。2021年10月度 朝日放送テレビ『今ちゃんの「実は・・・」』エンディング曲。ミュージックビデオ |
| 48 | DROP DROP                                            | あいこす | 雨虎 | 2021年10月18日 | 『アメフラっシの大雨注意報！』の第16回で音源初披露。ライブでの初披露は『「ミューコミVR」 presents スタプラアイドルフェスティバル～今宵、2人目のシンデレラが決まる～』（2021年10月30日）。朝日放送テレビ『相席食堂』2022年4月度 エンディングテーマ曲。ミュージックビデオ |
| 49 | DISCO-TRAIN                                          | あいこす | 雨虎 | 2021年10月25日 | 『アメフラっシの大雨注意報！』の第17回で音源初披露。 |
| 50 | 梅雨前線、停滞中                                     | い       | 雨虎 | 2021年11月2日  | HMV&BOOKS SHIBUYAにて開催された『SENSITIVE』発売記念イベントにて初披露。市川優月ソロ曲。作曲はコアラモード．の小幡康裕。歌唱自体はガチンコスタプラ第66回 2021年6月30日で披露している。                                                                                  |
| 51 | Blue                                                 | あいこす | 雨虎 | 2022年5月7日   | 「AMEFURASSHI 2nd Tour 〈Drop Tour 2022〉」東京公演Spotify O-WESTにて初披露。 2nd Album『Drop』セカンドリード曲。ミュージックビデオ |
| 52 | Drama                                                | あいこす | 雨虎 | 2022年5月7日   | 「AMEFURASSHI 2nd Tour 〈Drop Tour 2022〉」東京公演Spotify O-WESTにて初披露。 |
| 53 | UNDER THE RAIN                                       | あいこす | 雨虎 | 2022年5月21日  | 「AMEFURASSHI 2nd Tour 〈Drop Tour 2022〉」大阪公演ESAKA MUSEにて初披露。 |
| 54 | MOI                                                  | あいこす | 雨虎 | 2022年5月21日  | 「AMEFURASSHI 2nd Tour 〈Drop Tour 2022〉」大阪公演ESAKA MUSEにて初披露。ミュージックビデオ |
| 55 | ARTIFICIAL GIRL                                      | あいこす | 雨虎 | 2022年5月28日  | 「AMEFURASSHI 2nd Tour 〈Drop Tour 2022〉」KANDA SQUARE HALLにて初披露。 |
| 56 | グラデーション                                       | あいこす | 雨虎 | 2022年8月15日  | 2022年8月15日に配信された『AMEFURASSHIの大雨注意報！』の第58回で音源初披露。マイナビ進学2022CM「私の色篇」主題歌。 |
| 57 | ひとつよろしくどうぞ （AMEFURASSHIバージョン）       | あいこす | 雨虎 | 2022年10月9日  | 「FALL IN LOVE Tour 2022」東京公演の神田スクエアホールにて初披露。3Bjuniorの楽曲をアレンジ。 |
| 58 | Love is love                                         | あいこす | 雨虎 | 2022年10月9日  | 「FALL IN LOVE Tour 2022」東京公演の神田スクエアホールにて初披露。 |
| 59 | Fly Out                                              | あいこす | 雨虎 | 2022年11月6日  | 「FALL IN LOVE TOUR 2022 」神奈川公演にて初披露。 |
| 60 | Batabata Morning                                     | あいこす | 雨虎 | 2023年2月3日   | タイ・バンコクで開催された「JAPAN EXPO THAILAND 2023」Day1で初披露。 |
| 61 | Snow drop                                            | す       | 雨虎 | 2023年2月11日  | 鈴木萌花生誕祭「『♪21st Moeka PULLPULLPULLLIVE♪』どのもえかが好き？」で初披露。鈴木萌花ソロ曲。 |
| 62 | Tongue Twister                                       | あいこす | 雨虎 | 2023年4月29日  | ららぽーと豊洲で開催されたミニアルバム『Coffee』のリリースイベントにて初披露。 |
| 63 | Blow Your Mind                                       | あいこす | 雨虎 | 2023年5月16日  | タワーレコード渋谷店にて開催されたミニアルバム『Coffee』のリリースイベントにて初披露。 |
| 64 | Magic of love                                        | あいこす | 雨虎 | 2023年6月14日  | ららぽーと豊洲で開催されたミニアルバム『Coffee』のリリースイベントにて初披露。 |
| 65 | One More Time                                        | あいこす | 雨虎 | 2023年7月9日   | 新宿ReNYで開催された「梅雨祭2023」で初披露。 |
| 66 | ALIVE                                                | あいこす | 雨虎 | 2023年7月9日   | 新宿ReNYで開催された「梅雨祭2023」で初披露。 |
| 67 | SPIN                                                 | あいこす | 雨虎 | 2023年10月29日 | 横浜アリーナで開催された「スタプラアイドルフェスティバル～秋の新曲収穫祭〜」で初披露。 |
| 68 | Colors                                               | あいこす | 雨虎 | 2023年12月22日 | 品川ステラボールで開催された「AMEFURASSHI 5th Anniversary Live "Bad Girls Story”」で初披露。初のメンバー作詞曲。 |
| 69 | Secret                                               | あいこす | 雨虎 | 2024年3月15日  | EX THEATER ROPPONGIで開催された「AMEFURASSHI ONE MAN LIVE「FLWRS」」で初披露。 |
| 70 | イニミニマニモ                                       | あいこす | 雨虎 | 2024年6月7日   | 文京シビックホールで開催された「梅雨祭2024 -Dance in the rain-」で初披露。 |
| 71 | Flora                                                | あいこす | 雨虎 | 2024年9月16日  | LINE CUBE SHIBUYAにて開催された「AMEFURASSHI Live ”Flora” chapter two」で初披露。 |
| 72 | Squall                                               | あいこす | 雨虎 | 2024年9月16日  | LINE CUBE SHIBUYAにて開催された「AMEFURASSHI Live ”Flora” chapter two」で初披露。 |
| 73 | Ready Now                                            | あいこす | 雨虎 | 2024年9月16日  | LINE CUBE SHIBUYAにて開催された「AMEFURASSHI Live ”Flora” chapter two」で初披露。 |
| 74 | HICCUP                                               | あいこす | 雨虎 | 2024年9月16日  | LINE CUBE SHIBUYAにて開催された「AMEFURASSHI Live ”Flora” chapter two」で初披露。 |
| 75 | CLEVER                                               | あいこす | 雨虎 | 2024年9月16日  | LINE CUBE SHIBUYAにて開催された「AMEFURASSHI Live ”Flora” chapter two」で初披露。 |
| 76 | Desire                                               | あいこす | 雨虎 | 2024年9月16日  | LINE CUBE SHIBUYAにて開催された「AMEFURASSHI Live ”Flora” chapter two」で初披露。 |
| 77 | COOL HOT SWEET LOVE                                  | あいこす | 雨虎 | 2024年9月16日  | LINE CUBE SHIBUYAにて開催された「AMEFURASSHI Live ”Flora” chapter two」で初披露。 |
| 78 | Flower of love                                       | あいこす | 雨虎 | 2024年9月16日  | LINE CUBE SHIBUYAにて開催された「AMEFURASSHI Live ”Flora” chapter two」で初披露。 |
| 79 | Sweetie, Lovely, Yummy!                              | あいこす | 雨虎 | 2025年2月11日  | TOKYO DOME CITY HALLにて開催された「Sweetie, Lovely, Yummy!」で初披露。 |
| 80 | Don’t stop the music                                 | あいこす | 雨虎 | 2025年6月1日   | ららぽーと新三郷にて開催された「AMEFURASSHI Free Live Four Hearts」で初披露。 |
| 81 | WILD                                                 | あいこす | 雨虎 | 2025年6月1日   | SHIBUYA CLUB CRAWLにて開催されたAMEFURASSHI presents「Four Hearts Release Party in CRAWL」で初披露。 |
| 82 | Love love love                                       | あいこす | 雨虎 | 2025年6月1日   | SHIBUYA CLUB CRAWLにて開催されたAMEFURASSHI presents「Four Hearts Release Party in CRAWL」で初披露。 |

### 配信シングル
1. メタモルフォーズ (2020年7月1日)
2. Pray for Rain ReMix by pepensow(2020年7月1日)
3. BAD GIRL(2021年1月16日）
4. グラデーション(2022年8月19日)
5. Love is love（2022年10月6日）
6. Fly Out (2023年1月1日)
7. Batabata Morning（2023年3月10日）
8. Blow Your Mind（2023年5月13日）
9. ALIVE（2023年7月9日）
10. SPIN（2023年10月30日）
11. Colors（2023年12月23日）
12. Sneaker's Delight (AMEFURASSHI version) (2024年1月26日)
13. 差し出された手をあの時握ってたら運命変わってたかな？(AMEFURASSHI version) (2024年3月1日)
14. Secret (2024年3月16日)
15. BAD GIRL (Acoustic version) (2024年5月3日)
16. イニミニマニモ(2024年6月4日)

### 映像作品
| # | タイトル                                                    | 発売日         | 品番        |
| - | ----------------------------------------------------------- | -------------- | ----------- |
| 1 | AMEFURASSHI Dancing in Ur Roooom!!!! 2020.7.18 limited live | 2020年10月28日 | SDMB-0120   |
| 2 | 「Drop Tour 2022」 Final Kanda Square Hall                  | 2022年10月26日 | AME221006OT |
| 3 | FALL IN LOVE TOUR 2022                                      | 2023年4月3日   | AME230401OT |

## 詳細情報

### 受賞歴
- 「アイドル・クリスマス・バトル！〜「NPP2019」BoosterLive〜」優勝（2018年12月23日、フジさんのヨコ）
- 「ライブスタイルダンジョン Vol.2」優勝（2019年10月3日、新宿BLAZE）